# بطولة ويمبلدون 1995
هنا قائمة ببطولات ويمبلدون سنة 1995:

## الكبار

### فردي رجال
بيت سامبراس هزم  بوريس بيكر 6-7(5-7) 6-2 6-4 6-2
- كان ثالث ألقاب سامبراس في تلك السنة والرابع والثلاثين في مسيرته. وكان الفوز الثالث له في هذه البطولة, فاز أيضاً في 1993 و 1994.

### فردي سيدات
شتيفي جراف هزم  أرانتكسا سانشيز فيكاريو 4-6 6-1 7-5
- كان سادس ألقاب غراف في السنة, والتساع والعشرين في مسيرتها. وكان الفوز السادس لها في هذه البطولة, فازت باللقب أيضاً في 1988, 1989, 1991, 1992, و 1993.

### زوجي رجال
تود وودبرديج و مارك وودفرود هزم  ريك ليتش و سكوت ميلفايل 7-5 7-6(10-8) 7-6(7-5)

### زوجي سيدات
يانا نوفوتنا و أرنتكسا سانشيز فيكاريو هزم  غيغي فيرنانديز و ناتاشا زفيريفا 5-7 7-5 6-4

### زوجي مختلط
جوناثان ستارك و مارتينا نافراتيلوفا هزم  سايرل سك و غيغي فيرنانديز 6-4 6-4

## الشباب

### فردي أولاد
أوليفر موتايس هزم  نيكولاس كيفر 6-2 6-2

### فردي بنات
أليكساندرا أولسزا هزم  تاماراين تاناسغوران 7-5 7-6(8-6)

### زوجي أولاد
مارتن لي و جيمس تروتمان هزم  أليخاندرو هيرنانديز و ماريانو بيترا 7-6(7-2) 6-4

### زوجي بنات
كارا بلاك و أليكساندر أوسلزا هزم  ترودي موسغراف و جودي ريتشاردسن 6-0 7-6(7-5)